# Обикновен коел
Обикновеният коел (Eudynamys scolopaceus) е вид птица от семейство Cuculidae. Видът е незастрашен от изчезване.

## Разпространение
Разпространен е в Бангладеш, Бутан, Бруней, Камбоджа, Китай, Индия, Индонезия, Лаос, Малайзия, Малдиви, Мианмар, Непал, Оман, Пакистан, Филипините, Сингапур, Шри Ланка, Тайланд и Виетнам.